# Egrem Records
Egrem Records — кубинский лейбл звукозаписи. Фирма грамзаписи социалистической Кубы носит название «Эгрем» — сокращение от «Empresa De
Grabaciones Y Ediciones Musicales». Является одним из старейших кубинских лейблов — фирмой грамзаписи и издательством музыкальной литературы. Основан американцами в Гаване. После кубинской революции в 1961 году для продвижения на мировой рынок звукозаписи кубинских музыкантов был национализирован и является государственной компанией грамзаписи. Выпуск первых пластинок относится к 1964 году. К концу 60-х фирма Egrem Records получила известность под названием своего сублейбла Areito.